# Friedrich Tenbruck

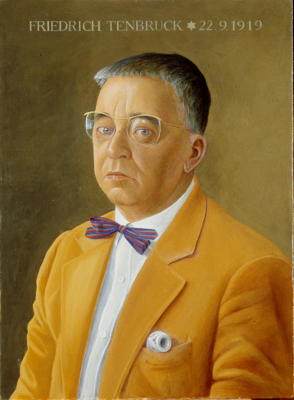
Friedrich Tenbruck (gemalt von Liselotte Schramm-Heckmann, 1983)

Friedrich H. Tenbruck (* 22. September 1919 in Essen; † 9. Februar 1994 in Tübingen) war ein deutscher Soziologe.

## Leben und Werk
Tenbruck studierte Philosophie, Geschichte und Germanistik an der Universität Freiburg, insbesondere bei Martin Heidegger und nach seiner Abwendung vom Heideggerianismus an den Universitäten in Berlin, Köln, Greifswald und Marburg. An der Universität Marburg wurde er 1944 mit einer Arbeit über Kants „Kritik der reinen Vernunft“ im Fach Philosophie bei Julius Ebbinghaus zum Dr. phil. promoviert. In Marburg wohnte er im Hause von Max Kommerell.
Von 1946 bis 1949 arbeitet er als wissenschaftliche Hilfskraft am Philosophischen Seminar der Marburger Universität. In den 1950er Jahren orientierte er sich von der Philosophie auf die Soziologie um und wurde nach einem Studienaufenthalt 1951/51 in den USA für wenige Monate persönlicher Assistent bei Max Horkheimer in Frankfurt am Main. Von 1957 bis 1962 lehrte Tenbruck als Assistenz-Professor an den Hobart and William Smith Colleges in Geneva (New York). Nach seiner Rückkehr nach Deutschland habilitierte er sich 1962 an der Universität Freiburg bei Arnold Bergstraesser mit einer Arbeit über Geschichte und Gesellschaft. 1963 wurde Tenbruck Ordinarius für Soziologie an der Wirtschafts- und Sozialwissenschaftlichen Fakultät der Universität Frankfurt am Main und 1967 (als Nachfolger von Ralf Dahrendorf) Professor an der Rechts- und Wirtschaftswissenschaftlichen Fakultät der Universität Tübingen. Tenbruck hat die Kultursoziologie neu belebt und die Sektion „Kultursoziologie“ der Deutschen Gesellschaft für Soziologie mitbegründet. Nach 1968 gehörte er zu den schärfsten wissenschaftlichen Kritikern der neueren Entwicklung der Soziologie, insbesondere in der marxistischen Version, aber auch des in den 1960er Jahren dominierenden Strukturfunktionalismus.
Zu seinen Schülern gehören Alois Hahn und Gottfried Küenzlen.

## Schriften (Auswahl)
- Jugend und Gesellschaft. Soziologische Perspektiven, Rombach, Freiburg 1962 (2. Auflage 1965).

- Zur Kritik der planenden Vernunft, Alber, Freiburg 1972, ISBN 3-495-47228-2.

- Das Werk Max Webers. Methodologie und Sozialwissenschaften. in KZfSS Jg. 38, 1986, S. 13–31. Wieder in: Jürgen Friedrichs & Karl Ulrich Mayer & Wolfgang Schluchter (Hrsg.): Soziologische Theorie und Empirie. KZfSS. Westdeutscher Verlag, Opladen 1997, ISBN 3531131397, S. 106–124
- Die unbewältigten Sozialwissenschaften oder die Abschaffung des Menschen. Styria, Graz 1984, ISBN 3-222-11453-6.
- Die Sozialwissenschaften als Mythos der Moderne. Adamas, Köln 1985. ISBN 3-920007-90-5.
- Geschichte und Gesellschaft. Duncker & Humblot, Berlin 1986 (Habilitationsschrift von 1962)
- Die kulturellen Grundlagen der Gesellschaft. Der Fall der Moderne. Westdeutscher, Opladen ²1990. ISBN 3-531-12005-0.
- Was war der Kulturvergleich, ehe es den Kulturvergleich gab?. In: Joachim Matthes (Hrsg.): „Zwischen den Kulturen? Die Sozialwissenschaften vor dem Problem des Kulturvergleichs“ (Reihe Soziale Welt, Sonderband 8), S. 13–35
- Perspektiven der Kultursoziologie. Gesammelte Aufsätze, Hrsg. mit Clemens Albrecht. Westdeutscher, Opladen 1996, ISBN 3-531-12773-X.
- Das Werk Max Webers. Gesammelte Aufsätze zu Max Weber, Hrsg. mit Harald Homann. Mohr-Siebeck, Tübingen 1999, ISBN 3-16-146976-3.